# Elaphria interstriata
Elaphria interstriata là một loài bướm đêm trong họ Noctuidae.